# 4742 Caliumi
4742 Caliumi este un asteroid din centura principală, descoperit pe 26 noiembrie 1986 de Oss. San Vittore.